# São Bernardo do Campo
Pour les articles homonymes, voir São Bernardo.
São Bernardo do Campo est une ville brésilienne du sud de l'État de São Paulo. Son nom est un hommage à Saint Bernard de Clairvaux, saint patron de la ville.

## Géographie
La ville se situe dans la serra do Mar, par une latitude de 23° 41' 38" sud et par une longitude de 46° 33' 54" ouest, à une altitude de 762 mètres.
Sa population était de 781 390 habitants au recensement de 2007. La municipalité s'étend sur 406 km2.

## Histoire
La ville a été fondée par João Ramalho en 1553 et a été connue sous le nom de « Vila de Santo André da Borda do Campo de Piratininga », bientôt transférée dans un autre endroit à proximité, à l'abri des tribus hostiles. Elle est, toutefois, historiquement perçue comme la première colonie brésilienne construite loin de la mer. Elle est devenue une paroisse en 1812 et est devenue une municipalité en 1890.
En 1938, par décret du gouverneur de São Paulo, Ademar de Barros, Santo André est désormais le siège de la municipalité de São Bernardo, et non pas la ville de São Bernardo, parce que le noyau/district de Santo André réalise la prospérité en raison la proximité du chemin de fer. Ainsi, habitants illustres de la ville de São Bernardo fondé l '"Association des Amis de São Bernardo" afin de parvenir à l'émancipation politico-administrative de la municipalité, qui a finalement été atteint en 1944 et officialisé en 1945 avec l'installation de São Bernardo do Campo, démembré de Santo André, étant son premier maire Wallace Cockrane Simonsen, président de l'association qui a cherché l'émancipation.
La zone où São Bernardo do Campo, Santo André, São Caetano do Sul, et Diadema sont situées était autrefois une ferme appartenant à des moines bénédictins, qui possédait des esclaves africains. Dès la seconde moitié du XIXe siècle, les immigrants européens ont commencé à venir dans la région, principalement en provenance d'Italie. Au début du XXe siècle, des immigrants japonais sont arrivés, la plupart d'entre eux s'est installée dans le quartier appelé Cooperativa.
L'industrie, le travail des métaux en particulier, a prospéré dans la ville durant les années 1960, lorsque São Bernardo do Campo est devenue la capitale automobile du Brésil. Beaucoup de ces implantations ont depuis déménagé dans d'autres régions, mais l'industrie automobile demeure un élément essentiel de l'histoire de São Bernardo do Campo. La ville est également connue pour son industrie du meuble, développée par des immigrants italiens, qui ont contribué à ce que São Bernardo do Campo devienne un pôle industriel.
L'industrialisation a également attiré des migrants du nord du Brésil dans les années 1960. Parmi eux se trouvait la famille de Luiz Inácio Lula da Silva, qui a grandi dans la région. L'ancien président du Brésil a travaillé dans les usines d'automobiles à São Bernardo do Campo dans les années 1970, il y est devenu une figure d'union contre la dictature militaire. Les organisations syndicales ont mené d’immenses grèves contre la junte militaire entre 1978 et 1980.
São Bernardo a également contribué au développement du cinéma brésilien, principalement au cours des années 50 et 60, grâce aux studios Vera Cruz, qui ont produit un grand nombre de films et ont révélé de nombreux acteurs célèbres.

## Villes jumelées
- Montigny-le-Bretonneux (France).
- Marostica (Italie).

## Économie
La ville produit des biens d'équipement domestique, avec l'usine du groupe SEB.

## Personnalités nées à São Bernardo do Campo
- Rodrigo Lacerda Ramos, footballeur brésilien.
- Vanderlei Fernandes Silva, footballeur brésilien.
- Gabriel Barbosa, footballeur brésilien.
- André Gonçalves Dias, footballeur brésilien.
- Verônica Hipólito, athlète handisport brésilienne.
- Thiago Motta, footballeur brésilio-italien.
- Deco, footballeur brésilio-portugais.
- Andreas Kisser, guitariste du groupe Sepultura.
- Alex Pereira, ex-kick-boxeur et combattant d'arts martiaux mixtes, ex-double champion  du Glory et actuel double champion à l'UFC (poids moyens/mi-lourds).